# 1920.
1920. je tretje desetletje v 20. stoletju med letoma 1920 in 1929. 